# 威廉·拉波夫
威廉·大卫·拉波夫( 1927年12月4日 –  2024年12月17日）是一位美国社会语言学和方言学學者，並研究语言演变。  拉波夫曾任宾夕法尼亚大学语言学系教授。他于2015年退休。 2013年，拉波夫獲得富兰克林研究所奖项。 